# (6307) Maiztegui
(6307) Maiztegui est un astéroïde de la ceinture principale.

## Description
(6307) Maiztegui est un astéroïde de la ceinture principale. Il fut découvert le 22 novembre 1989 à El Leoncito par l'Observatoire Félix-Aguilar. Il présente une orbite caractérisée par un demi-grand axe de 2,58 UA, une excentricité de 0,12 et une inclinaison de 15,6° par rapport à l'écliptique.

## Compléments